# CF Benfica
Der Clube Futebol Benfica, zumeist einfach Futebol Benfica genannt, ist ein portugiesischer Sportverein aus Lissabon. Er ist in keiner Weise mit dem Ortsnachbarn Benfica Lissabon assoziiert.

## Geschichte
Der Ursprung des Vereins reicht bis zu der im Jahr 1895 gegründeten Grupo Foot-ball Benfica zurück, die sich am 23. März 1933 als Verein unter neuem Namen reorganisierte. Die Heimspielstätte Estádio Francisco Lázaro liegt im Stadtteil Benfica und ist nach dem olympischen Marathonläufer Francisco Lázaro benannt. Der Schwerpunkt der Vereinsaktivitäten liegt auf Mannschaftssportarten wie Fußball, Hockey und Rollhockey, sowie Leichtathletik und Schwimmen.
Die Fußballmannschaft der Männer spielt seit Gründung unterklassig und ist aktuell in Ligen des Fußballverbands des Distriktes von Lissabon vertreten.
Erfolgreicher ist dagegen das Frauenteam, welches seit 2011 in der höchsten Spielklasse des Landes spielt, dem Campeonato Nacional de Futebol Feminino. In den Jahren 2015 und 2016 konnte der Klub jeweils das portugiesische Double gewinnen. Bei seinen Teilnahmen an der UEFA Women’s Champions League 2015/16 und 2016/17 ist das Team jeweils nach der Qualifikationsrunde ausgeschieden.

## Erfolge
Fußball (Frauen): 
- Portugiesischer Meister: 2015, 2016
- Portugiesischer Pokalsieger: 2015, 2016
- Portugiesischer Superpokalsieger: 2015

Feldhockey (Männer):
- Portugiesischer Meister: 1951, 1953, 1954, 1956, 1959, 1979[1]
- Portugiesischer Pokalsieger: 1979, 1981[2]

Rollhockey (Männer):
- Portugiesischer Meister: 1940, 1941, 1943